# Хайнрих XXV фон Шварцбург-Лойтенберг
Хайнрих XXV фон Шварцбург-Лойтенберг (на немски: Heinrich XXV (XX) von Schwarzburg-Leutenberg; * 1412; † 1463 в замък Лойтенберг) от род Шварцбурги е граф на Шварцбург-Лойтенберг (1438 – 1462), господар на Лауенщайн.
Той е син на граф Хайнрих XXII фон Шварцбург-Лойтенберг/XII (1375 – 1438), господар на Шварцбург-Лойтенберг (1402 – 1438) и съпругата му Елизабет фон Ваймар-Орламюнде († 1449). Внук е на граф Хайнрих XV фон Шварцбург-Лойтенберг († 1402) и втората му съпруга Анна фон Плауен († 1412), дъщеря на Хайнрих VI фон Плауен († 1368/1369/1370) и Лукарда фон Кранихфелд († 1376).

## Фамилия
Хайнрих XXV фон Шварцбург-Лойтенберг се жени пр. 1449 г. за Бригита фон Ройс фон Гера († сл. 1490), дъщеря на Хайнрих IX фон Гера (1406 – 1482) и Мехтилд фон Шварцбург-Вахсенбург († 1446/1456). Те имат децата:
- Елизабет фон Шварцбург († сл. 8 февруари 1520), абатиса на Илм (1509 – 1520)
- Балтазар II фон Шварцбург-Лойтенберг (* 1453; † 18 юни 1525), господар на Кьонигзее-Лангевизен, женен 1494/1495 г. за Анна Сак фон Малдорф (* ок. 1469)
- Мехтилд фон Шварцбург (* ок. 1455; † 1492), омъжена на 18 февруари 1478 г. за бургграф Хайнрих III фон Плауен-Майсен († 28 август 1519)